# 茅ケ崎南
茅ケ崎南（ちがさきみなみ）は、神奈川県横浜市都筑区の地名。現行行政地名は茅ケ崎南一丁目から茅ケ崎南五丁目。住居表示実施済区域。

## 地理
都筑区の中央部に位置し、東に勝田南、南東に桜並木、南西に長坂、西に葛が谷、北西に荏田東、北に茅ケ崎中央と茅ケ崎東と接している。

### 面積
面積は以下の通りである。
| 丁目           | 面積（km²） |
| -------------- | ----------- |
| 茅ケ崎南一丁目 | 0.221       |
| 茅ケ崎南二丁目 | 0.154       |
| 茅ケ崎南三丁目 | 0.136       |
| 茅ケ崎南四丁目 | 0.181       |
| 茅ケ崎南五丁目 | 0.186       |
| 計             | 0.878       |

### 地価
住宅地の地価は、2025年（令和7年）1月1日の公示地価によれば、茅ケ崎南5-4-52の地点で38万円/m²となっている。

## 歴史

### 沿革
- 1987年（昭和62年）5月6日 - 住居表示の実施[7]に伴い、荏田町、茅ケ崎町、東方町、池辺町の各一部を分離し、茅ケ崎南三丁目・茅ケ崎南四丁目・茅ケ崎南五丁目を新設[8]。横浜市港北区茅ケ崎南三丁目・茅ケ崎南四丁目・茅ケ崎南五丁目となる。
- 1989年（平成元年）2月27日 - 住居表示の実施[9]に伴い、勝田町、茅ケ崎町の各一部を分離し、茅ケ崎南一丁目を新設[10]。
- 1991年（平成3年）11月11日 - 住居表示の実施[11]に伴い、勝田町、茅ケ崎町、東方町の各一部を分離し、茅ケ崎南二丁目を新設[12]。
- 1994年（平成6年）11月6日 - 住居表示の実施[13]に伴い、茅ケ崎町、東方町の各一部を、茅ケ崎南二丁目に編入[12]。行政区再編成に伴い、都筑区を新設。横浜市都筑区茅ケ崎南一丁目〜茅ケ崎南五丁目となる[14]。

### 町名の変遷
| 実施後         | 実施年月日                | 実施前（各町名ともその一部）               |
| -------------- | ------------------------- | ------------------------------------------ |
| 茅ケ崎南一丁目 | 1989年（平成元年）2月27日 | 勝田町、茅ケ崎町（各一部）                 |
| 茅ケ崎南二丁目 | 1991年（平成3年）11月11日 | 勝田町、茅ケ崎町、東方町（各一部）         |
| 茅ケ崎南二丁目 | 1994年（平成6年）11月6日  | 茅ケ崎町、東方町（各一部）                 |
| 茅ケ崎南三丁目 | 1987年（昭和62年）5月6日  | 茅ケ崎町、東方町（各一部）                 |
| 茅ケ崎南四丁目 | 1987年（昭和62年）5月6日  | 荏田町、茅ケ崎町、東方町（各一部）         |
| 茅ケ崎南五丁目 | 1987年（昭和62年）5月6日  | 池辺町、荏田町、茅ケ崎町、東方町（各一部） |

## 世帯数と人口
2025年（令和7年）6月30日現在（横浜市発表）の世帯数と人口は以下の通りである。

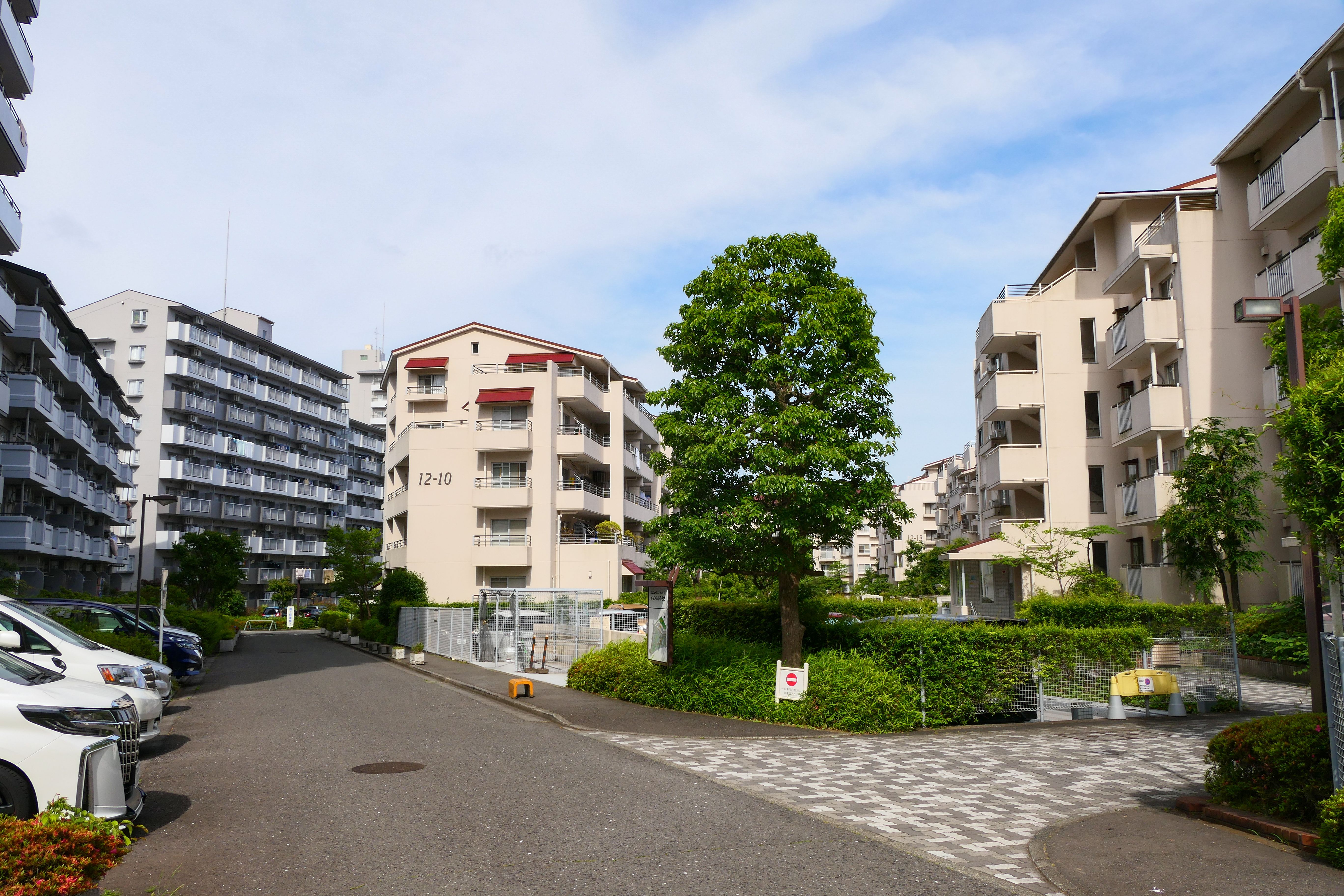
茅ケ崎南四丁目

| 丁目           | 世帯数    | 人口     |
| -------------- | --------- | -------- |
| 茅ケ崎南一丁目 | 969世帯   | 2,657人  |
| 茅ケ崎南二丁目 | 1,304世帯 | 3,419人  |
| 茅ケ崎南三丁目 | 831世帯   | 2,097人  |
| 茅ケ崎南四丁目 | 1,338世帯 | 3,225人  |
| 茅ケ崎南五丁目 | 885世帯   | 2,239人  |
| 計             | 5,327世帯 | 13,637人 |

### 人口の変遷
国勢調査による人口の推移。
| 年                 | 人口   |
| ------------------ | ------ |
| 1995年（平成7年）  | 7,919  |
| 2000年（平成12年） | 8,789  |
| 2005年（平成17年） | 9,965  |
| 2010年（平成22年） | 10,819 |
| 2015年（平成27年） | 11,741 |
| 2020年（令和2年）  | 13,557 |

### 世帯数の変遷
国勢調査による世帯数の推移。
| 年                 | 世帯数 |
| ------------------ | ------ |
| 1995年（平成7年）  | 2,515  |
| 2000年（平成12年） | 2,964  |
| 2005年（平成17年） | 3,455  |
| 2010年（平成22年） | 3,847  |
| 2015年（平成27年） | 4,200  |
| 2020年（令和2年）  | 4,953  |

## 学区
市立小・中学校に通う場合、学区は以下の通りとなる（2024年11月時点）。
| 丁目           | 番・番地等 | 小学校                 | 中学校               |
| -------------- | ---------- | ---------------------- | -------------------- |
| 茅ケ崎南一丁目 | 全域       | 横浜市立茅ヶ崎小学校   | 横浜市立茅ヶ崎中学校 |
| 茅ケ崎南二丁目 | 全域       | 横浜市立茅ヶ崎小学校   | 横浜市立茅ヶ崎中学校 |
| 茅ケ崎南三丁目 | 全域       | 横浜市立茅ヶ崎小学校   | 横浜市立茅ヶ崎中学校 |
| 茅ケ崎南四丁目 | 全域       | 横浜市立茅ヶ崎台小学校 | 横浜市立茅ヶ崎中学校 |
| 茅ケ崎南五丁目 | 全域       | 横浜市立茅ヶ崎台小学校 | 横浜市立茅ヶ崎中学校 |

## 事業所
2021年（令和3年）現在の経済センサス調査による事業所数と従業員数は以下の通りである。
| 丁目           | 事業所数  | 従業員数 |
| -------------- | --------- | -------- |
| 茅ケ崎南一丁目 | 25事業所  | 253人    |
| 茅ケ崎南二丁目 | 50事業所  | 1,342人  |
| 茅ケ崎南三丁目 | 70事業所  | 672人    |
| 茅ケ崎南四丁目 | 36事業所  | 126人    |
| 茅ケ崎南五丁目 | 56事業所  | 399人    |
| 計             | 237事業所 | 2,792人  |

### 事業者数の変遷
経済センサスによる事業所数の推移。
| 年                 | 事業者数 |
| ------------------ | -------- |
| 2016年（平成28年） | 208      |
| 2021年（令和3年）  | 237      |

### 従業員数の変遷
経済センサスによる従業員数の推移。
| 年                 | 従業員数 |
| ------------------ | -------- |
| 2016年（平成28年） | 2,707    |
| 2021年（令和3年）  | 2,792    |

## 交通
- 神奈川県道45号丸子中山茅ヶ崎線

## 施設
- 横浜市立茅ケ崎小学校
- 横浜市立茅ケ崎中学校
- 東京横浜独逸学園
- 茅ケ崎公園

## その他

### 日本郵便
- 郵便番号 : 224-0037[3]（集配局：都筑郵便局[24]）

### 警察
町内の警察の管轄区域は以下の通りである。
| 丁目           | 番・番地等 | 警察署     | 交番・駐在所   |
| -------------- | ---------- | ---------- | -------------- |
| 茅ケ崎南一丁目 | 全域       | 都筑警察署 | 仲町台駅前交番 |
| 茅ケ崎南二丁目 | 全域       | 都筑警察署 | 仲町台駅前交番 |
| 茅ケ崎南三丁目 | 全域       | 都筑警察署 | 仲町台駅前交番 |
| 茅ケ崎南四丁目 | 全域       | 都筑警察署 | 荏田東交番     |
| 茅ケ崎南五丁目 | 全域       | 都筑警察署 | 荏田東交番     |